# Natalia Zylberlast-Zand

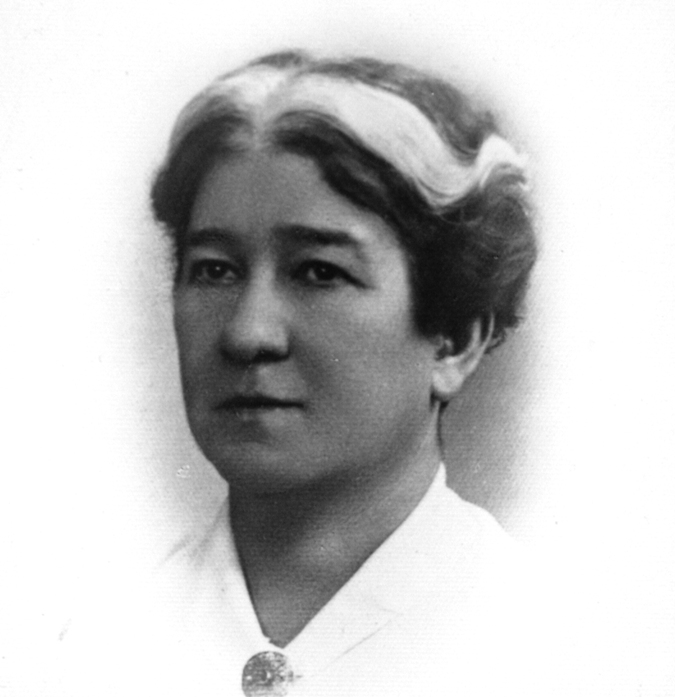
Natalia Zylberlast-Zand

Natalia Zylberlast-Zand, auch Natalie Zand (geboren 28. März 1883 in Warschau; gestorben September 1942 im Gefängnis für politische Häftlinge Pawiak in Warschau), war eine jüdische, polnische Neurologin und Psychiaterin.

## Leben
Natalia Zylberlast wurde am 28. März 1883 als Tochter von Dawid Zylberlast und seiner Frau Emilia geborene Batawia geboren. Sie hatte zwei Schwestern Julia Szliferstein und Regina Kon, sowie den Bruder Alfred, der seinen Nachnamen in Niemirski änderte und Regisseur und Filmproduzent wurde.
Sie absolvierte 1899 die Zweite Frauenschule in Warschau. Sie studierte Medizin an der Universität Genf und erhielt 1907 ein medizinisches Diplom auf der Grundlage der Dissertation Un cas de leucémie myéloïde chez un enfant de neuf mois (dt. Ein Fall von myeloischer Leukämie bei einem neun Monate alten Kind), die unter der Aufsicht von Edouard Martin erstellt wurde. Im selben Jahr bestand sie das Staatsexamen an der Universität Charkiw. 1909 arbeitete sie im Józef-Babiński-Krankenhaus in der Nähe von Łódź für Antoni Feliks Mikulski.
Ab 1907 war sie mit der neurologischen Abteilung von Edward Flatau im orthodoxen jüdischen Krankenhaus in Warschau verbunden, wo sie als erste Assistentin arbeitete. Sie gab Ratschläge zur Erziehung von Kindern an der Universität für alle innerhalb der pädagogischen Abteilung.
Sie gehörte der Polnischen Psychiatrischen Vereinigung an. Auf dem Kongress der polnischen Psychiater in Lublin und Chełm im Jahr 1936 hielt sie einen Vortrag über die Notwendigkeit, der Internationale Liga gegen Epilepsie beizutreten. 1925 war sie eine der Gründerinnen der Vereinigung polnischer Ärzte. 1937 war sie Delegierte des Kongresses der Medical Women 's International Association in Edinburgh.
Unter dem Pseudonym Maria Quieta veröffentlichte sie den Roman Nowa legenda.
Während des Zweiten Weltkriegs lebte sie im Warschauer Ghetto, dort führte sie ihre Arbeit als Ärztin fort. Sie arbeitete mit Janusz Korczak im Waisenhaus in Dzielna zusammen. Sie organisierte Sommercamps für jüdische Kinder.
In der Nacht vom 23. auf den 24. September 1942 wurde sie nach Pawiak gebracht, wo sie wahrscheinlich starb.
Ihr Ehemann war Maksymilian Zand (1876–1932), ein sozialistischer Aktivist.
Eufemiusz Herman schrieb in seinen posthumen Memoiren über sie:

„Sehr fleißig, gründlich und gewissenhaft in ihrer Forschung, lebhaft und mit Temperament, behandelt alle Themen, die derzeit in ihrem Interesse liegen, kompromisslos, wenn es darum geht, die Wahrheit eines Phänomens zu zeigen, oder wenn die Angelegenheit ihre Ansichten zu einem bestimmten Thema betrifft, aufmerksam und fürsorglich Für die Kranken nahm sie zu dieser Zeit aktiv am sozialen, wissenschaftlichen und medizinischen Leben Warschaus teil.“

## Akademische Leistungen
Natalia Zylberlast-Zand hat etwa 100 Werke in polnischer, französischer und deutscher Sprache veröffentlicht, darunter eine Monographie über den Plexus choroideus. Gustave Roussy schrieb ein Vorwort zur französischen Ausgabe des Werkes.
Sie zeigte, dass Meningitis  bei Patienten mit Organtuberkulose einen anderen Verlauf hat. Sie berichtete 1921 zusammen mit Flatau über drei Formen der Reifenreaktion auf eine Tuberkulose-Infektion. Sie war die erste, die den Okulofingerreflex beim Parkinsonismus nach dem Koma beschrieb.

## Ausgewählte Publikationen
- Zylberlast-Zand, Natalie. Le réflexe oculo-palpébral chez les parkinsoniens postencéphalitiques. Rev. neurol 1 (1923): 102–106.
- Zylberlast N. Un cas de leucémie myéloïde chez un enfant de neuf mois. Genève: Ch. Zœllner, 1907
- Zylberlast N. On mental disorders in serous meningitis. Polish Neurology p. 284, 1911/1912
- Zylberlast-Zand N. Sur la modification de la pression du liquide céphalo-rachidien sous l'influence du changement de position du corps et de la tête. Revue Neurologique 28: 1217–1221, 1921
- Zylberlast-Zandowa. The influence of the position of the body and the head pressure of cerebrospinal fluid. Polish Medical Journal 1 (3), pp. 35–37, 1921
- Zylberlast-Zandowa N. Common meningitis (meningitis cerebrospinalis epidemica). Warsaw: Ars medica Publishing Company, 1925.
- Zand N. Hysteria from the stand of Freud's theory. Military Doctor 9 (2), pp. 118–127, 1927
- Zylberlast-Zand N. Les olives bulbaires dans les états pathologiques. Revue Neurologique 36: Pt 2, pp. 196–203, 1929
- Zandowa N. Wpływ roztworów hipo- i hipertonicznych na tkankę nerwową i przestrzenie okołonaczyniowe. Warszawskie Czasopismo Lekarskie nr 30, 31, 32, 1930
- Zand N. Le psychisme de l′hypothalamus. Revue Neurologique, 71, pp. 38–41, 1939

## Nachleben
Judy Chicago widmete ihr eine Inschrift auf den dreieckigen Bodenfliesen des Heritage Floor ihrer Installation The Dinner Party. Die mit dem Namen Nathalie Zand beschrifteten Porzellanfliesen sind dem Platz mit dem Gedeck für Elizabeth Blackwell zugeordnet.